# Ornithogalum gussonei
Ornithogalum gussonei là một loài thực vật có hoa trong họ Măng tây. Loài này được Ten. mô tả khoa học đầu tiên năm 1827.